# Michael Sittow
Michael Sittow (1469 – 1525), também conhecido como Master Michiel, Michel Sittow,  Michiel, Miguel e outras variantes, foi um pintor de Reval (atual Tallinn, Estônia) que foi treinado na tradição do Gótico flamengo. Trabalhou como retratista da corte para Isabel I de Castela, em Toledo, e para a Casa dos Habsburgo.

## Vida
Michael Sittow nasceu em 1468 ou 1469 na região de Reval em uma família rica. Seu pai era pintor e escavador de madeira Clawes (Claves, Claes) van der Sittow (Suttow ) e sua mãe era Margarethe Molner.  Ele era o mais velho de três irmãos, seguido por Clawes e Jasper. 
As origens de Clawes van der Sittow (? - 1482) não são claras - ele poderia ter se originado da aldeia de Zittow perto de Wismar ou ele poderia ter sido de origem flamenga. Chegou em Reval em 1454 e tornou-se um cidadão em 1457. Clawes era um homem rico para um artista, possuindo várias casas na cidade. Ele se tornou um assessor na guilda dos artistas em 1479.  Clawes van der Sittow casou-se com Margarethe Molner (? - 1501) em 1468. Ela era uma sueca de língua finlandesa e filha de um rico comerciante Olef Mölner (Olef Andersson Mölnare). 
Inicialmente, Michel Sittow estudou pintura e escultura na oficina de seu pai, enquanto frequentava a escola da cidade para aprender latim, aritmética e cantar.  Após a morte de seu pai em 1482, Michel continuou seus estudos em Bruges de 1484 a 1488. Pensa-se que ele trabalhou como aprendiz na oficina holandesa líder de Hans Memling.  
Michel Sittow tornou-se um mestre independente entre 1488 - 1491/92, embora ele não tenha se tornado um mestre na guilda local de Bruges.  Trabalhando como pintor de retratos, ele viajou no sul da Europa, como os traços da arte francesa e italiana se tornaram evidentes em seu trabalho.  
A partir de 1492, Sittow trabalhou em Toledo, Espanha, para Isabella de Castilla, como pintor da corte. Isabella reuniu acadêmicos e pintores de vários países para o tribunal. Sittow tornou-se conhecido como Melchior Alemán ("o alemão")  no tribunal, embora cartas do imperador Maximiliano e Margaret da Áustria falem também de um pintor "Mychel Flamenco" ("Michael the Fleming"), que talvez tenha sido Michael Sittow.  Sittow foi o pintor mais pago na corte da rainha, recebendo um salário de 50.000 maravedis por ano (Juan de Flandes, o segundo artista mais bem pago, recebeu 20 mil maravedis).  Sittow colaborou com Juan de Flandes na série de pequenos painéis das vidas de Cristo e da Virgem para a rainha. 
Oficialmente, Sittow trabalhou para Isabella até sua morte em 1504, embora ele tivesse deixado a Espanha dois anos antes e presumivelmente trabalhando na Flandres para o genro da rainha Habsburgo, Philip the Handsome e cunhada Margaret of Austria,  pintando um retrato de Philibert the Good, Duke of Savoy. 
As sugestões de que Sittow pode ter visitado Londres em cerca de 1503-05 para pintar retratos de Henry VII (National Portrait Gallery, Londres) não são mais aceitas.
Quando Philip morreu em 1506, Sittow perdeu seu padroeiro novamente. No mesmo ano, ele voltou para Reval, onde seu padrasto, o fabricante de vidro Diderick van Katwijk, apreendeu as casas de seus pais, quando a mãe de Michael morreu em 1501. Van Katwijk viajou para Brabant em 1501 e ofereceu um assentamento de propriedade a Sittow, sendo que ele recusou.  Como o tribunal local não apoiou o pedido de herança de Sittow, ele teve que dirigir-se ao Tribunal de Suprema Instância em Lübeck. O artista ganhou o caso em Lübeck, mas não conseguiu registrar oficialmente as casas de seus pais como sua propriedade até a morte de seu padrasto em 1518.  
Em 1507, Michael Sittow juntou-se à Guild of Kanut (alemão: Kanutigilde, estoniano: Kanuti gild), a guilda de pintores locais e casada em 1508. Apesar de ser um mestre de renome na Europa, Sittow foi aceito apenas como um homem de viagem e foi obrigado a pintar uma obra-prima antes de se tornar um mestre artesão completo na guilda.  Sittow completou várias ordens locais e trabalhou para a Igreja de São Pedro em Siuntio, na Finlândia. 
Em 1515, Sittow voltou a estar na Espanha, desta vez para reclamar dívidas pendentes incorridas por Isabella de Castela, e é significativo que, na documentação de sua reivindicação, ele é referido como "pintor criado de madama la princesa dona Margarita", que é o pintor de Margaret da Áustria. Parece provável que este tenha sido o caso, pelo menos um ano antes. Em 1514 Sittow visitou Copenhague, para pintar o retrato de Christian II da Dinamarca. O retrato fazia parte da diplomacia do noivado de Christian II para a sobrinha de Margaret Isabella da Áustria. O retrato que é realizado no Statens Museum de Copenhague para Kunst é provavelmente uma cópia de um original perdido ou uma segunda cópia encomendada a Sittow.  
Dos Países Baixos, Sittow voltou para a Espanha e trabalhou para Ferdinand II de Aragão, seguido em 1516 pelo rei espanhol Carlos I, o futuro Carlos V, imperador romano santo. Quando Charles V abdicou do poder, pegou a escultura de madeira da Virgem de Sittow e três pinturas com ele para sua aposentadoria no mosteiro de Yuste.    É possível que Sittow tenha viajado para a Espanha na tentativa de recuperar um salário não remunerado da rainha Isabel de Castilla. 
Em 1516 (possivelmente 1517 ou 1518) Michael Sittow retornou a Reval.  Em 1518, ele se casou com Dorothie, uma filha de um comerciante chamado Allunsze. O filho Michel morreu pouco depois do nascimento. Em 1523, Sittow tornou-se o Aldermann (mestre da aliança) da Guild of Kanut.  Michael Sittow morreu vítima da praga em Reval entre 20 de dezembro de 1525 e 20 de janeiro de 1526.  Ele está enterrado no cemitério da Almshouse da Igreja do Espírito Santo (estoniano: Pühavaimu kirik).[carece de fontes?]

## Obras

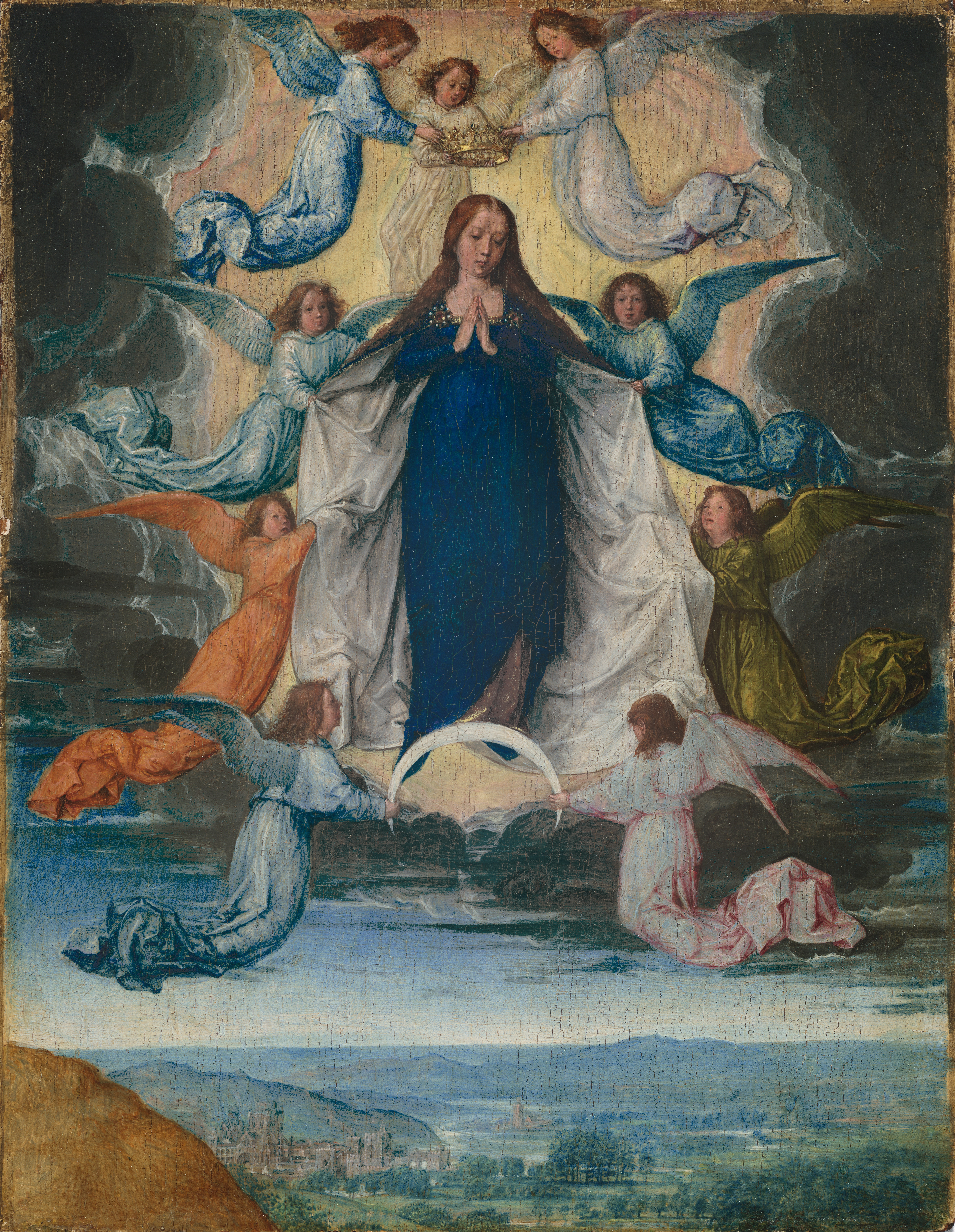
Assunção da Virgem, c. 1500
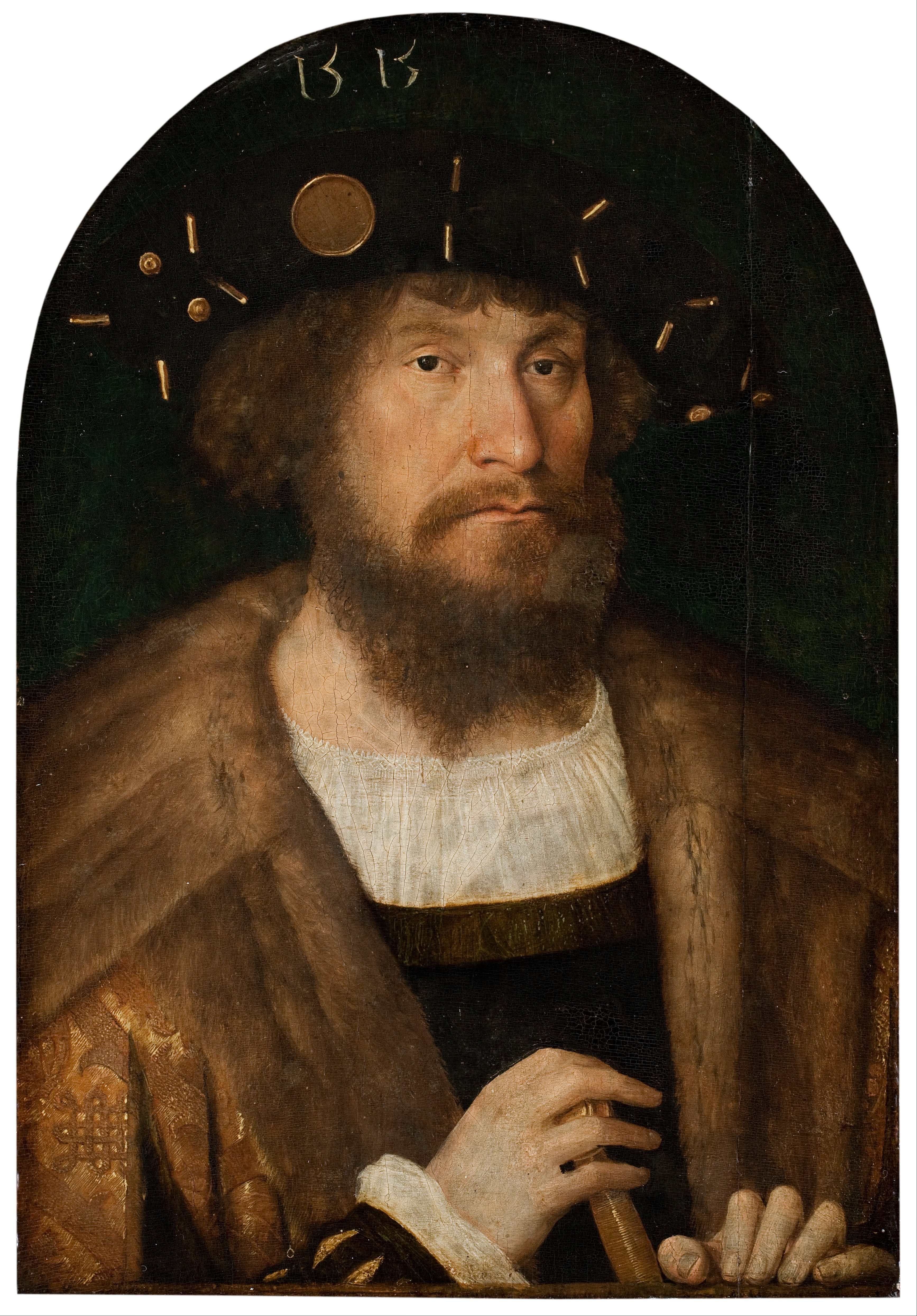
Retrato do rei Dinamarquês Christian II
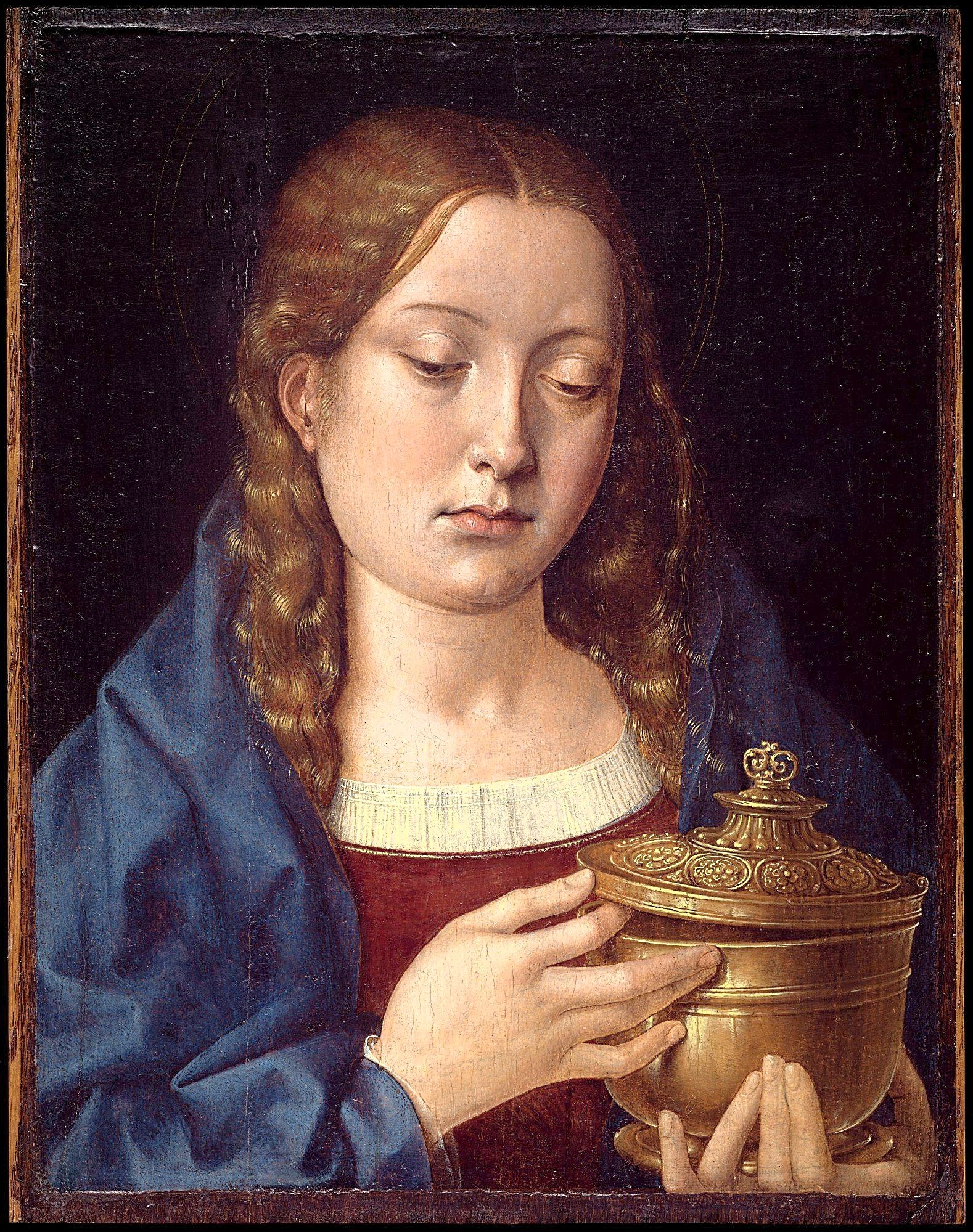
Catarina de Aragão como Maria Madalena
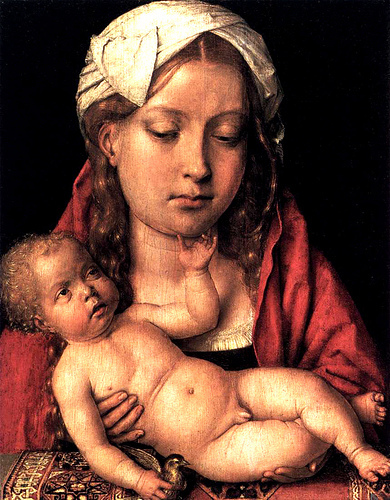
Catarina de Aragão como Madonna
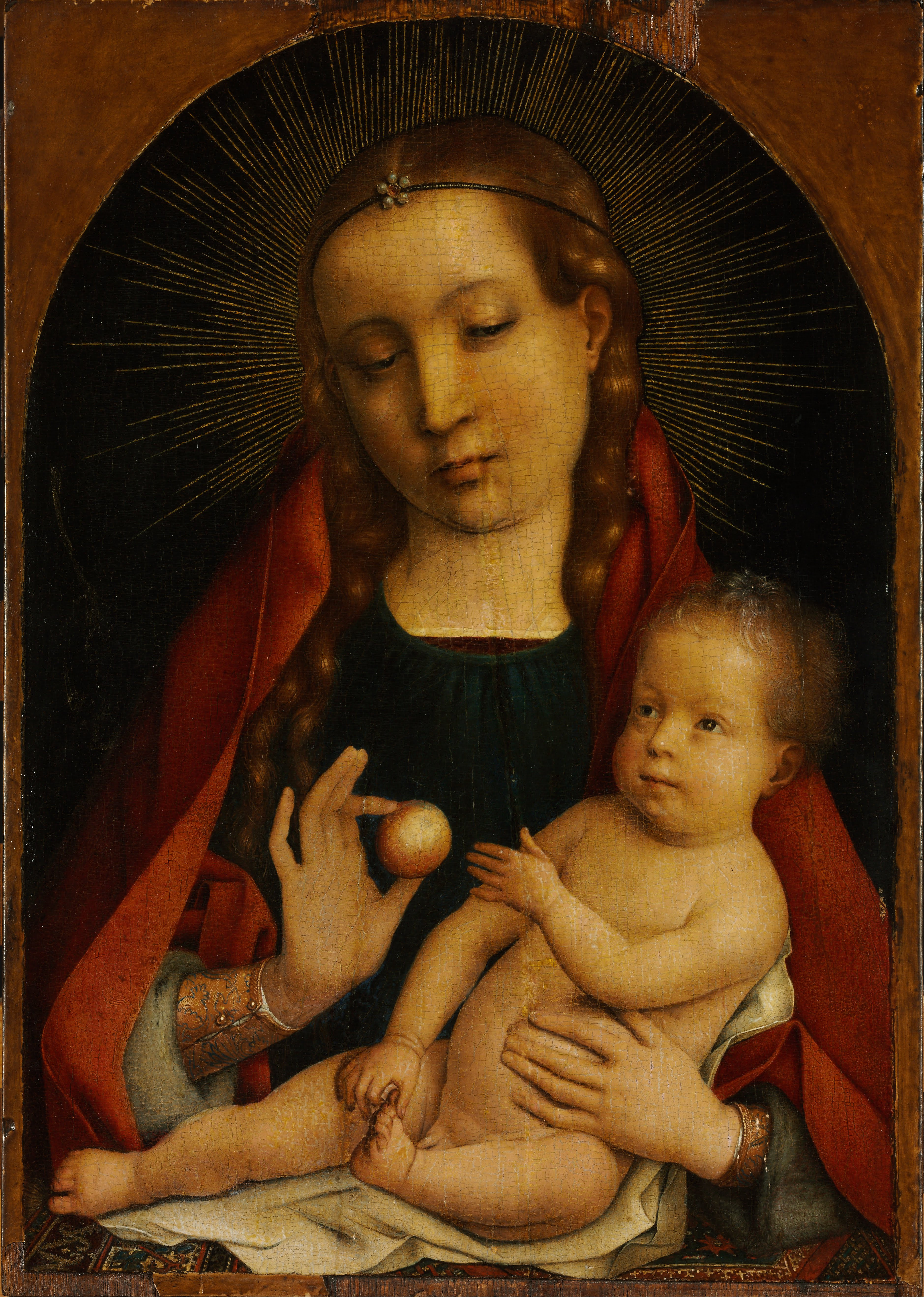
Virgem e o Menino
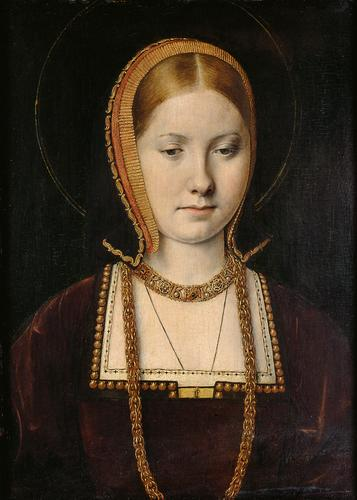
Retrato de uma Princesa